# Les Borrelles de Deçà
Les Borrelles de Deçà és un indret i partida del terme municipal de Castell de Mur, dins de l'antic terme de Mur, al Pallars Jussà, en terres del poble de Vilamolat de Mur.
Estan situades al sud-est de Vilamolat de Mur, entre el barranc de les Borrelles -ponent- i el barranc de Cordillans --llevant-, al peu del serrat, on hi ha també el Tros de Riu. A llevant hi ha les Borrelles de Dellà.
Es tracta d'uns antics camps de conreu, actualment abandonats en la seva major part, disposats en feixes esgraonades en el coster del serrat esmentat.